# Liste der Auslandsvertretungen Bruneis

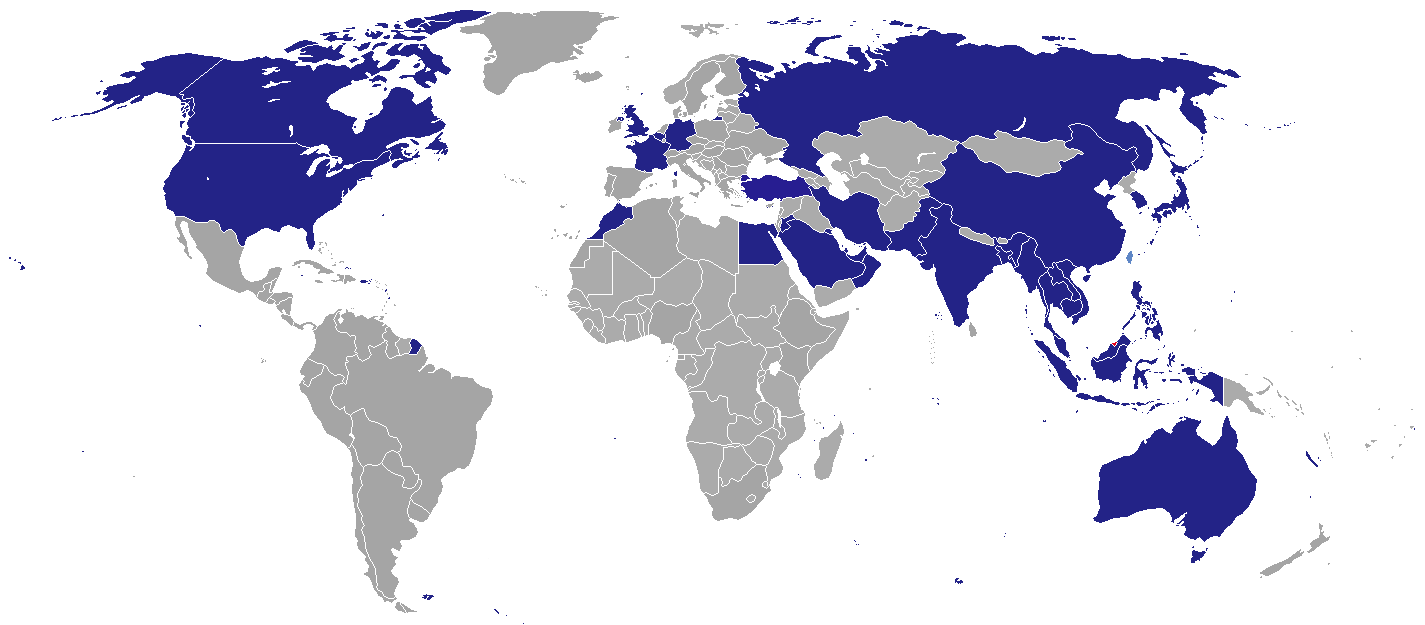
Standorte der diplomatischen Vertretungen Bruneis

Dies ist eine Liste der diplomatischen und konsularische Vertretungen Bruneis.

## Diplomatische und konsularische Vertretungen

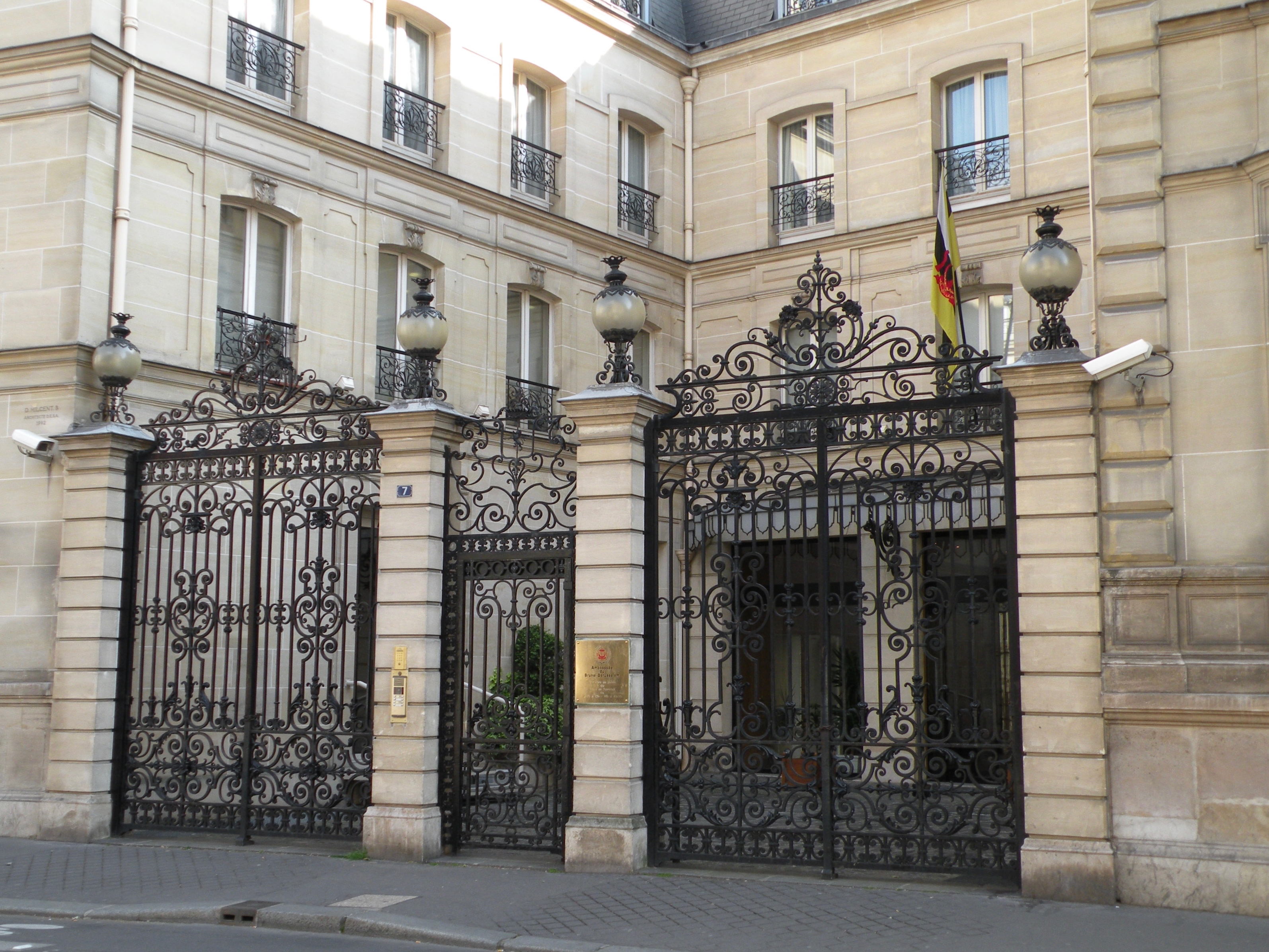
Botschaft Bruneis in Paris

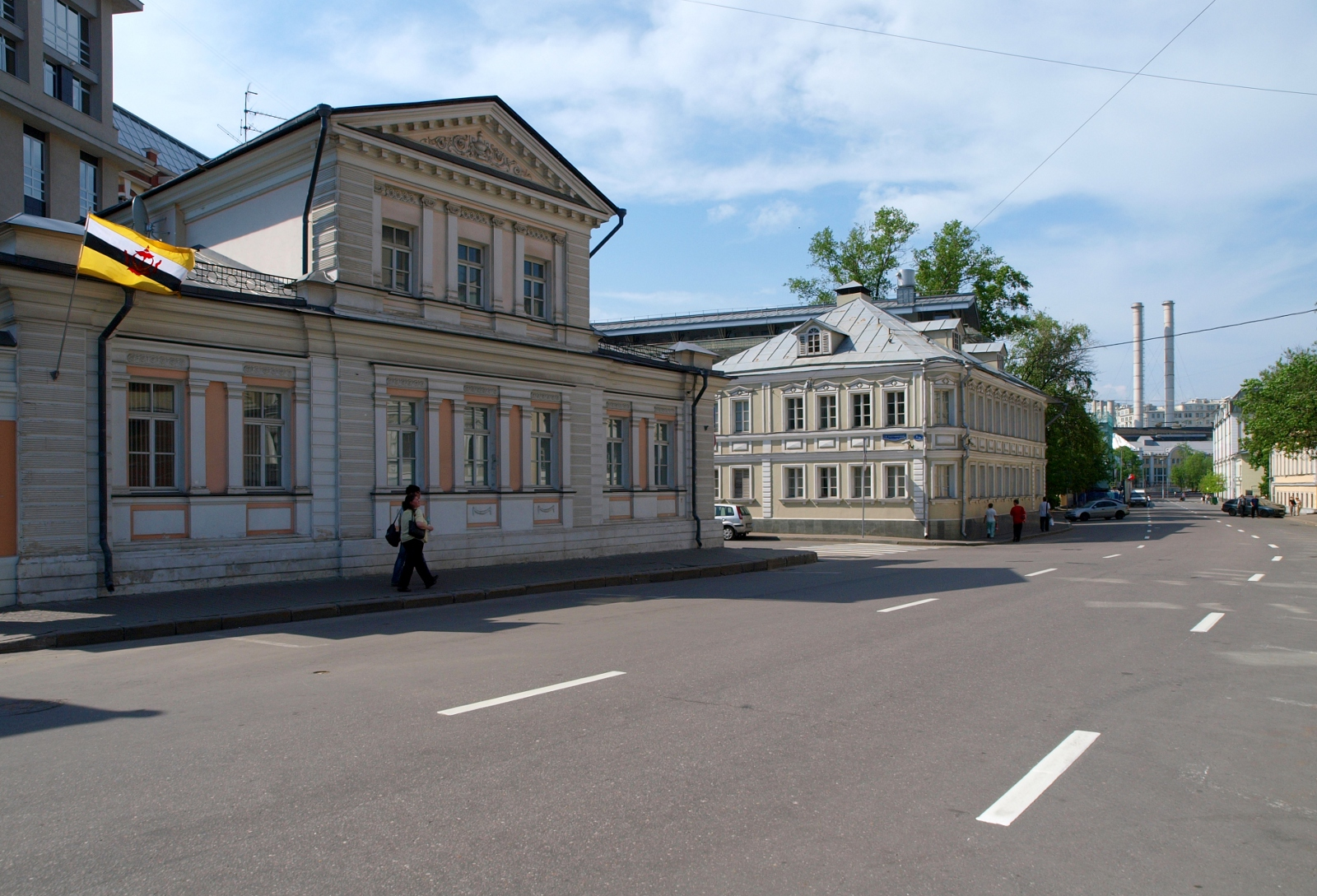
Botschaft Bruneis in Moskau

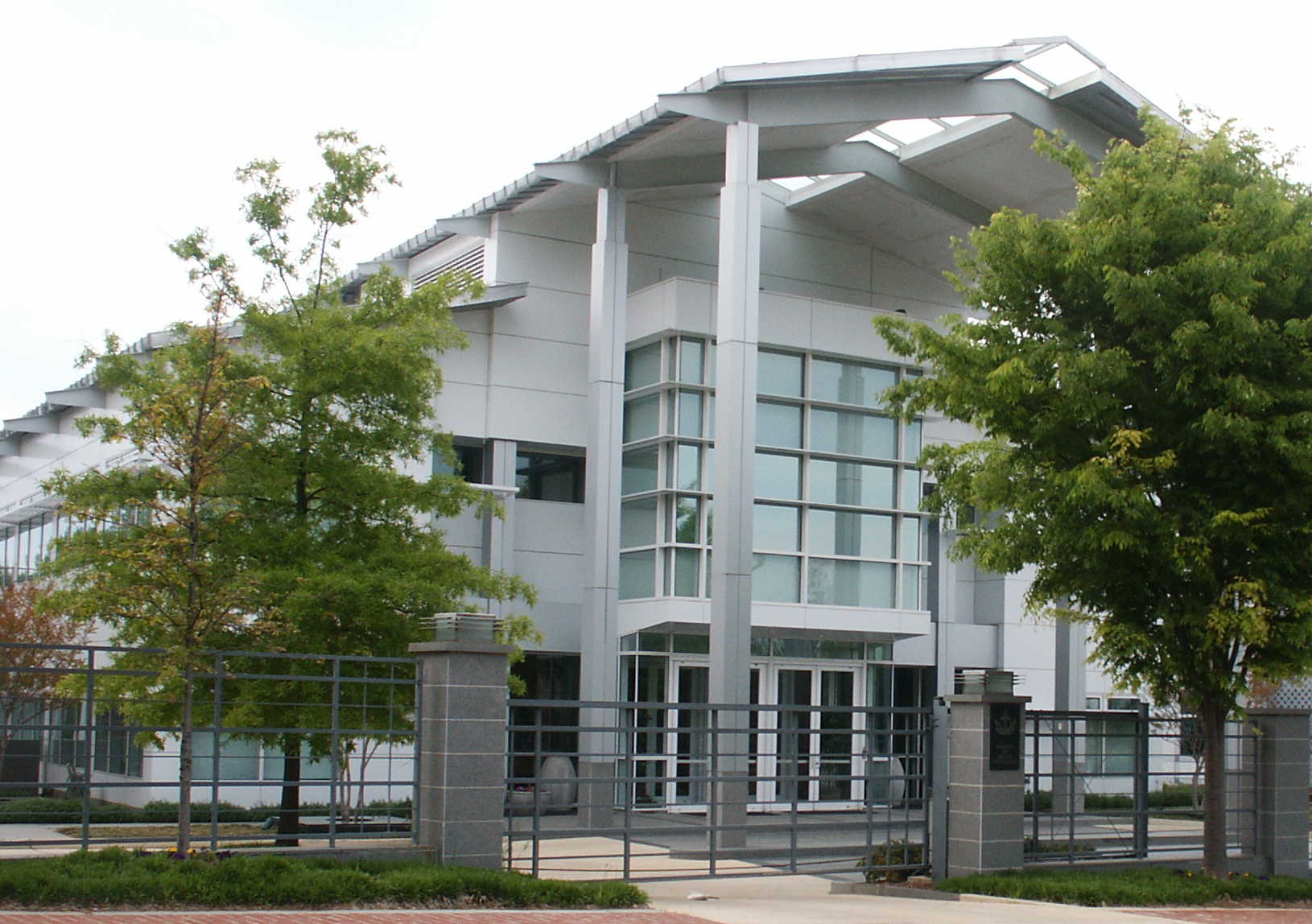
Botschaft Bruneis in Washington, D.C.

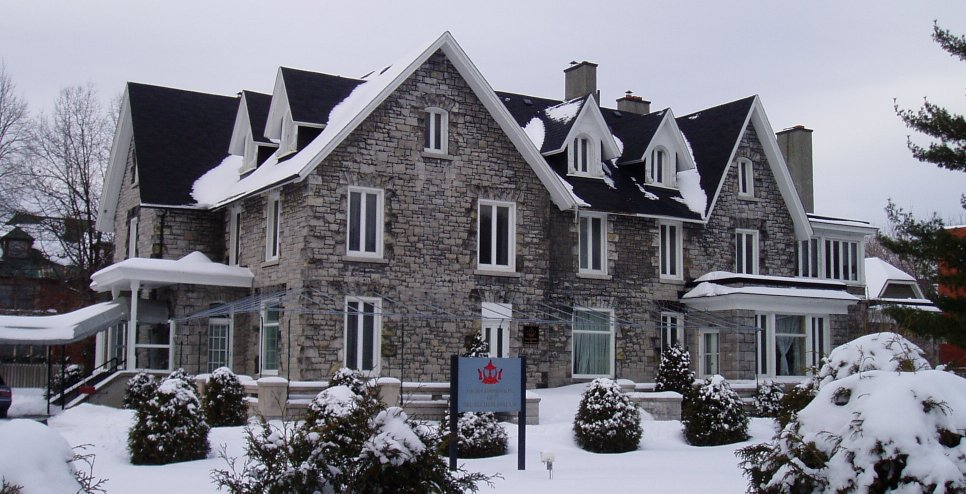
Hohe Kommission Bruneis in Ottawa

### Afrika
- Ägypten: Kairo, Botschaft
- Marokko: Rabat, Botschaft

### Amerika
- Kanada: Ottawa, Hohe Kommission
- Vereinigte Staaten: Washington, D.C., Botschaft

### Asien
| - Bahrain: Manama, Botschaft - Bangladesch: Dhaka, Hohe Kommission - Volksrepublik China: Peking, Botschaft - Volksrepublik China: Hongkong, Generalkonsulat - Indien: Neu-Delhi, Hohe Kommission - Indonesien: Jakarta, Botschaft - Iran: Teheran, Botschaft - Japan: Tokyo, Botschaft - Jordanien: Amman, Botschaft - Kambodscha: Phnom Penh, Botschaft - Katar: Doha, Botschaft - Kuwait: Kuwait, Botschaft - Laos: Vientiane, Botschaft - Malaysia: Kuala Lumpur, Hohe Kommission - Malaysia: Kota Kinabalu, Generalkonsulat | - Malaysia: Kuching, Generalkonsulat - Myanmar: Rangun, Botschaft - Oman: Maskat, Botschaft - Osttimor: Dili, Botschaft - Pakistan: Islamabad, Hohe Kommission - Philippinen: Manila, Botschaft - Saudi-Arabien: Riad, Botschaft - Saudi-Arabien: Dschidda, Generalkonsulat - Singapur: Singapur, Hohe Kommission - Südkorea: Seoul, Botschaft - Taiwan: Taipei, Handels- und Tourismusbüro - Thailand: Bangkok, Botschaft - Vereinigte Arabische Emirate: Abu Dhabi, Botschaft - Vietnam: Hanoi, Botschaft |

### Australien und Ozeanien
- Australien: Canberra, Hohe Kommission

### Europa
| - Belgien: Brüssel, Botschaft - Deutschland: Berlin, Botschaft - Frankreich: Paris, Botschaft | - Russland: Moskau, Botschaft - Türkei: Ankara, Botschaft - Vereinigtes Königreich: London, Hohe Kommission |

## Vertretungen bei internationalen Organisationen
- Vereinte Nationen: New York, Ständige Mission
- Vereinte Nationen: Genf, Ständige Mission
- ASEAN: Jakarta, Ständige Mission